# Osława-Dąbrowa
Osława-Dąbrowa (kaszub. Òsławô Dąbrowa lub też Òsława Dąbrowa, niem. Oslawdamerow) – wieś kaszubska w Polsce na Pojezierzu Bytowskim położona w województwie pomorskim, w powiecie bytowskim, w gminie Studzienice nad jeziorem Dłużecko. Osława Dąbrowa jest oddalona 3 km od Studzienic. W skład sołectwa Osława Dąbrowa wchodzi również miejscowość Róg (osada) (36 mieszkańców). Przez wieś przebiega linia kolejowa nr 212 (przekazana przez PKP Polskie Linie Kolejowe S.A. w zarząd spółce SKPL Infrastruktura i Linie Kolejowe sp. z o.o. na odcinku Lipusz – Bytów, na którą wydane zostało świadectwo bezpieczeństwa nr 177/ZI/18), po której prowadzony jest ruch pociągów towarowych.
W latach 1975–1998 miejscowość administracyjnie należała do województwa słupskiego.

## Historia
Do roku 1945 wieś znajdowała się w granicach III Rzeszy. Obowiązująca do 1932 roku oficjalna nazwa miejscowości Oslawdamerow  została przez propagandystów niemieckich zweryfikowana w ramach szerokiej akcji odkaszubiania i odpolszczania niemieckiego lebensraumu jako zbyt kaszubska lub nawet polska i w 1932 r. przemianowana na bardziej niemiecką nazwę - Rudolfswalde. Podczas II wojny światowej okoliczne lasy stanowiły teren operacyjny organizacji ruch oporu (Gryf Pomorski).